# Bahnstrecke Asfeld–Montcornet
| Bahnhof Dizy-le-Gros um 1919 |                     |                        |                        |
| Streckenlänge: | 44 km               |                        |                        |
| Spurweite: | 1000 mm (Meterspur) |                        |                        |
| |                     |                        |                        |
| \| \| \| CBR von Guignicourt \| \| \| \| 0 \| Asfeld \| Asfeld \| \| \| \| CBR nach Rethel \| \| \| \| \| Juzancourt \| \| \| \| \| Saint-Germainmont \| \| \| \| \| Le Thour \| \| \| \| \| Nizy-le-Comte \| \| \| \| \| Saint-Quentin-le-Petit \| \| \| \| \| Sévigny/Waleppe \| \| \| \| \| Dizy-le-Gros \| \| \| \| \| nach Saint-Erme \| \| \| \| \| Le Thuel \| \| \| \| \| nach Wasigny \| \| \| \| \| Renneville/Berlise \| \| \| \| \| Noircourt \| \| \| \| \| Montloué \| \| \| \| \| von Liart \| \| \| \| 44 \| Montcornet[1] \| Montcornet[1] \| \| \| \| nach Laon \| \| \| \| \| nach Marle \| \| |                     |                        |                        |
| Strecke von links (außer Betrieb) |                     | CBR von Guignicourt    | CBR von Guignicourt    |
| Bahnhof (Strecke außer Betrieb) | 0                   | Asfeld                 | Asfeld                 |
| Abzweig geradeaus und nach rechts (Strecke außer Betrieb) |                     | CBR nach Rethel        | CBR nach Rethel        |
| Bahnhof (Strecke außer Betrieb) |                     | Juzancourt             | Juzancourt             |
| Bahnhof (Strecke außer Betrieb) |                     | Saint-Germainmont      | Saint-Germainmont      |
| Bahnhof (Strecke außer Betrieb) |                     | Le Thour               | Le Thour               |
| Bahnhof (Strecke außer Betrieb) |                     | Nizy-le-Comte          | Nizy-le-Comte          |
| Bahnhof (Strecke außer Betrieb) |                     | Saint-Quentin-le-Petit | Saint-Quentin-le-Petit |
| Bahnhof (Strecke außer Betrieb) |                     | Sévigny/Waleppe        | Sévigny/Waleppe        |
| Bahnhof (Strecke außer Betrieb) |                     | Dizy-le-Gros           | Dizy-le-Gros           |
| Abzweig geradeaus und nach links (Strecke außer Betrieb) |                     | nach Saint-Erme        | nach Saint-Erme        |
| Bahnhof (Strecke außer Betrieb) |                     | Le Thuel               | Le Thuel               |
| Abzweig geradeaus und von rechts (Strecke außer Betrieb) |                     | nach Wasigny           | nach Wasigny           |
| Bahnhof (Strecke außer Betrieb) |                     | Renneville/Berlise     | Renneville/Berlise     |
| Bahnhof (Strecke außer Betrieb) |                     | Noircourt              | Noircourt              |
| Bahnhof (Strecke außer Betrieb) |                     | Montloué               | Montloué               |
| Strecke von rechts · Strecke (außer Betrieb) |                     | von Liart              | von Liart              |
| Bahnhof · Kopfbahnhof Streckenende (Strecke außer Betrieb) | 44                  | Montcornet             | Montcornet             |
| Strecke nach links · Abzweig quer und von rechts |                     | nach Laon              | nach Laon              |
| Strecke nach links |                     | nach Marle             | nach Marle             |

Die Bahnstrecke Asfeld–Montcornet war eine 44 Kilometer lange Meterspurbahn im Nordosten Frankreichs, die 1909 in Betrieb genommen und bis 1957 betrieben wurde.

## Geschichte
Dir Meterspurbahn Asfeld–Montcornet wurde von den Chemins de fer départementaux des Ardennes 1909 gebaut und bis 1957 betrieben. In der Erntesaison im Sommer 1914 verkehrten auf der Strecke Asfeld-Montcornet täglich acht reguläre Züge für den Transport von Zuckerrüben.

## Streckenverlauf
22 km der Strecke verliefen im Département Ardennes und 22 km im Département Aisne. In Dizy-le-Gros zweigte die im gleichen Jahr eröffnete CA-Bahnstrecke Saint-Erme–Dizy-le-Gros ab. Bei Renneville/Berlise mündete die ebenfalls 1909 eröffnete CA-Bahnstrecke Wasigny–Renneville/Berlise ein.
Der Oberbau der Strecke Asfeld−Dizy bestand aus Vignolschienen mit einem Metergewicht von 22 kg/m auf Holzschwellen während die benachbarte Meterspur-Strecke Rethel–Asfeld der Chemins de Fer de la Banlieue de Reims (CBR) aus Vignolschienen mit 25 kg/m auf Holzschwellen bestand.

## Schienenfahrzeuge
1958 wurden von der Zuckerfabrik in Acy-Romance folgende Schienenfahrzeuge auf der Strecke eingesetzt:
- Sechs Corpet-Louvet-Dampflokomotive 1'C mit 19,5 t von den CA (Nr. 61, 71, 77, 79, 81)
- Zwei Corpet-Louvet-Dampflokomotive C mit 18 t von den CBR
- Eine Corpet-Louvet-Dampflokomotive 1'C mit 19,5 t von den CBR
- Zwei dreiachsige Dieselloks mit 180 PS starken Willème-Motoren und Minerva-Sechsgang-Getriebe 0-3-0 mit 16 t (Nr. 651 und 652) und eine 0-3-0 mit 18 t (Nr. 301), alle ehemals Compagnie Générale des Voies Ferrées d’Intérêt Local (VFIL) in Pas-de-Calais
- Ein leichter HAWA-Triebwagen (Hannoversche Wagonfabrik in Hannover) der CA
- Etwa 150 offene Güterwagen und etwa 30 geschlossene Wagen mit einem Leergewicht von 5 bis 6 t für 10 t bis 15 t Tragfähigkeit
- Einige deutsche Drehgestellwagen mit 12 t Leergewicht und 20 t Tragfähigkeit[4]

## Betrieb
Die Strecke von Asfeld nach Dizy-le-Gros wurde in der Zuckerrübensaison 1958 grundsätzlich mit Diesel noch mit zwei Hin- und Rückfahrten täglich betrieben und während der Nebensaison je nach Bedarf. Außerdem war zu dieser Zeit ein an die Zuckerfabrik Saint-Germainmont vermietete Dampflokomotive für die Bedienung deren Zweigstrecke war in Asfeld stationiert.

## Bahnhöfe

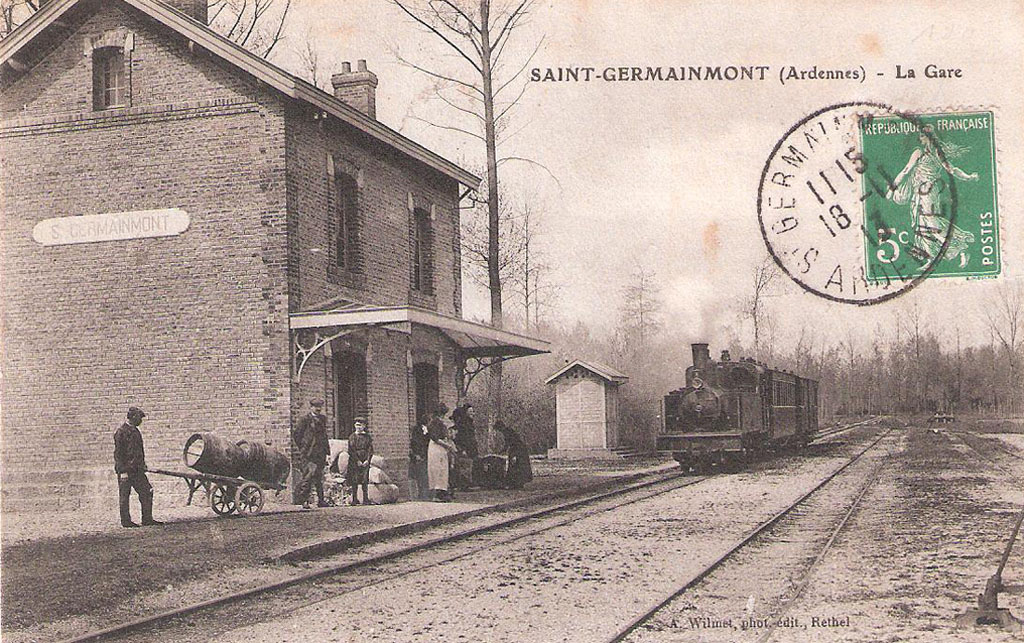
Saint-Germainmont
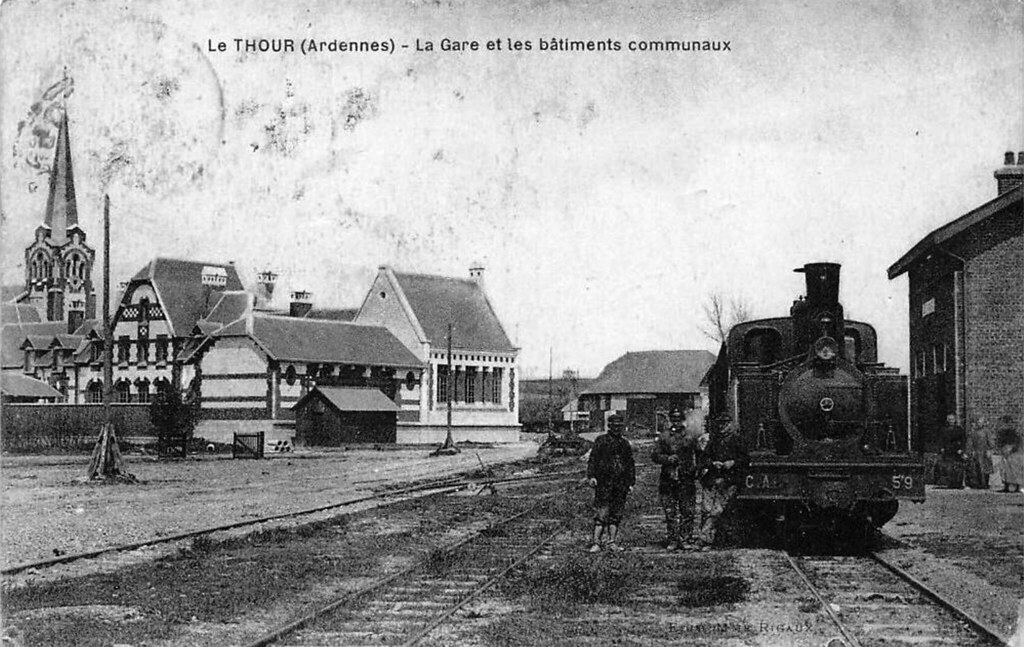
Le Thour
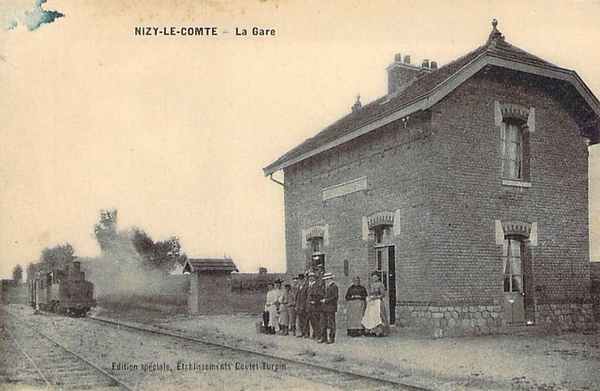
Nizy-le-Comte
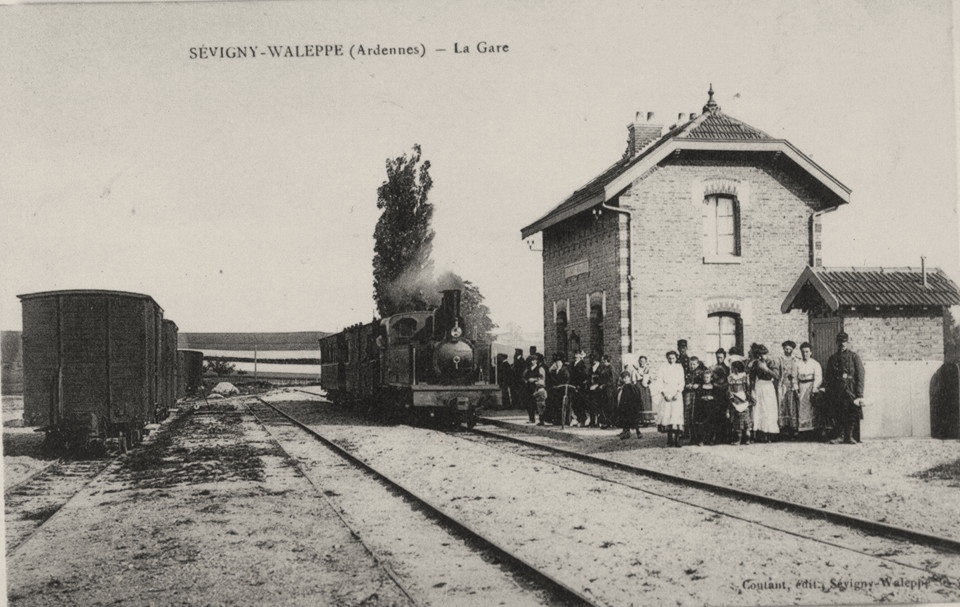
Sévigny-Waleppe
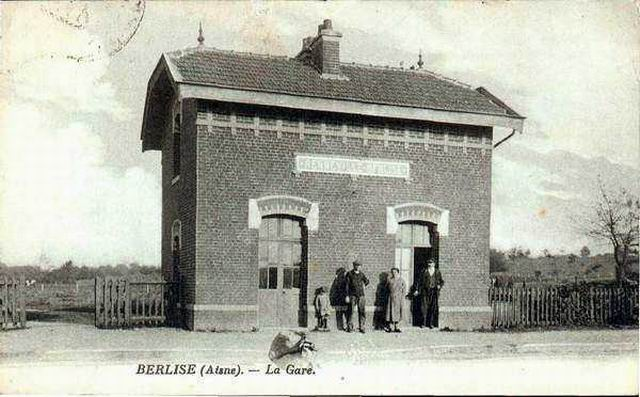
Berlise
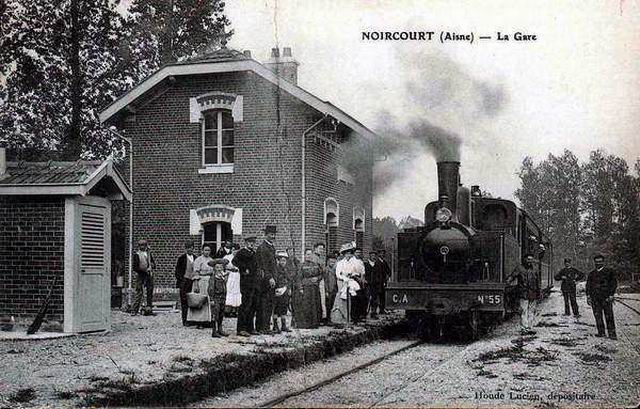
Noircourt
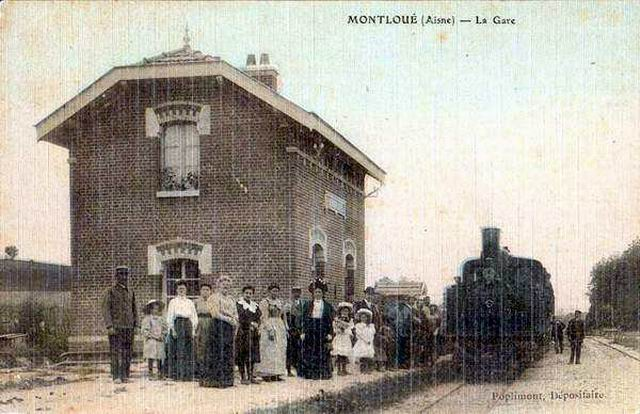
Montloué
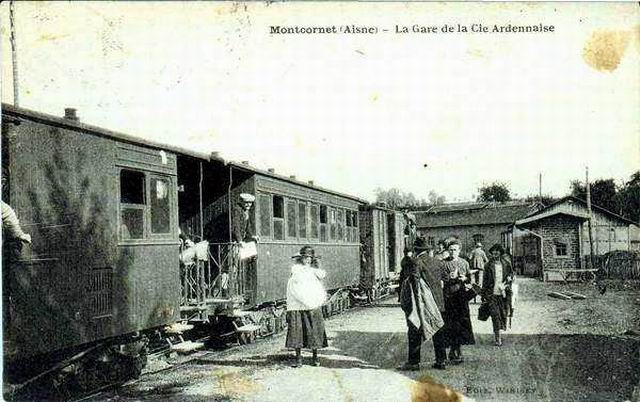
Montcornet